# GABA-receptor
En GABA-receptor er en type receptor der aktiveres af neurotransmitteren gamma-aminosmørsyre (GABA), som er den mest udbredte inhibitoriske transmitter i centralnervesystemet.
Der findes to klasser af GABA-receptorer: De ionotrope GABAA-receptorer og de metabotrope GABAB-receptorer.
| Anatomi | Spire Denne artikel om anatomi er en spire som bør udbygges. Du er velkommen til at hjælpe Wikipedia ved at udvide den. |